# Massís del Mont Perdut
El massís de Mont Perdut (en aragonès, As Tres Serols) és el massís calcari més alt dels Pirineus i d'Europa. El seu pic de més alçària és el Mont Perdut, amb 3.355 m.
El massís de Mont Perdut, conegut per Les Tres Sorores (en aragonès, As Tres Serols), el componen el Mont Perdut (3.355 m), Cilindre (3.328 m), i Soum de Ramond (3.263 m). Es poden trobar 22 cims de més de 3.000 m en la zona. El massís del Mont Perdut forma part del Parc nacional d'Ordesa i Mont Perdut, format per 4 valls d'extraordinària bellesa: la vall d'Ordesa al sud-oest, la vall d'Anyiscle al sud, la vall d'Escuaín al sud-est i la vall de Pineta a l'est. Part del massís s'interna al nord en territori francès, formant part del Parc Nacional dels Pirineus, on destaca la vall i circ de Gavarnia, impressionant circ glacial que té a la capçalera la cascada més alta d'Europa, amb més de 400 m de caiguda. A la cara nord del Mont Perdut, roman una de les poques glaceres del Pirineu, en retrocés lent i continu. Es tracta d'una llengua amb molt de pendent, amb un front d'uns 750 m i que va des dels 2.700 als 3.250 m d'altitud. El Mont Perdut, amb 3.355 m, és el tercer cim més alt dels Pirineus per darrere de l'Aneto (3.403,5 m), el Pocets (3.375 m), i igualat amb la punta Astorg (3.355 m).
Aquest massís fou declarat Patrimoni de la Humanitat per la UNESCO l'any 1997.